# Михайлівка (Володарська селищна громада)
Миха́йлівка — село в Україні, у Володарській селищній громаді Білоцерківського району Київської області. Населення становить 149 осіб.

## Населення

### Мова
Розподіл населення за рідною мовою за даними перепису 2001 року:
| Мова       | Кількість | Відсоток |
| ---------- | --------- | -------- |
| українська | 145       | 97.32%   |
| російська  | 4         | 2.68%    |
| Усього     | 149       | 100%     |